# Jaime Sunye Neto
Jaime Sunye Neto (* 2. Mai 1957 in Curitiba) ist ein brasilianischer Schachspieler und -funktionär.

## Erfolge
Die brasilianische Einzelmeisterschaft konnte er siebenmal gewinnen: 1976, 1977, 1979 bis 1982, 1983 (geteilter Erster mit Marcos Paolozzi da Cunha). Er spielte für Brasilien bei zehn Schacholympiaden: 1980 bis 1986, 1990 bis 1994, 1998, 2006 bis 2008. Bei der Schacholympiade 1992 erhielt er eine individuelle Goldmedaille für sein Ergebnis am zweiten Brett. Dreimal spielte er bei den Panamerican-Meisterschaften (1985, 1991 und 1995).
Er belegte im Interzonenturnier 1979 in Rio de Janeiro den geteilten 5. Platz. Sunye Neto gewann 1986 mit der Solinger SG 1868 die deutsche Mannschaftsmeisterschaft im Blitzschach und spielte zwischen 1985 und 1987 für Solingen auch gelegentlich in der Oberliga NRW.
| Hier fehlt eine Grafik, die leider im Moment aus technischen Gründen nicht angezeigt werden kann. Wir arbeiten daran! |

## Schachfunktionär
Von 1988 bis 1992 war er Präsident des brasilianischen Schachverbandes (Confederação Brasileira de Xadrez). Er kandidierte 1996 bei der Wahl zum FIDE-Präsidenten, verlor die Wahl jedoch gegen Kirsan Iljumschinow.